# Demokratieglocke
Koordinaten: 51° 20′ 21,8″ N, 12° 22′ 48,9″ O
Die Demokratieglocke ist ein Denkmal, das sich auf dem Augustusplatz in Leipzig befindet.

## Beschreibung
Das Denkmal ist eine messingfarbene, eiförmige Glocke aus Bronze, die ungefähr 150 cm hoch ist. Die Glocke ist der Friedlichen Revolution gewidmet und wurde am 20. Jahrestag der Montagsdemonstration des 9. Oktober 1989, also dem 9. Oktober 2009, eingeweiht.
Montags schlägt die Glocke um 18:35 Uhr zwölfmal, in Bezug auf den Beginn der Montagsdemonstration am 9. Oktober 1989. An allen anderen Tagen schlägt die Glocke zwischen 8 und 20 Uhr innerhalb jeder vollen Stunde einmal zufällig zwischen einem und bis zu zwölf Schlägen. Im Granitring um das Ei ist ein Haiku von Durs Grünbein eingraviert.
Ein Angebot des ostdeutschen Gießereinetzwerks aus dem Jahr 2007, der Stadt zum 9. Oktober 2009 eine Glocke zu schenken, wurde im Sommer 2008 von Regierungspräsident Walter Christian Steinbach angenommen. Bei dem Wettbewerb, der die Gestaltung des Denkmals festlegte, gewann das Konzept von Via Lewandowsky. Die Glocke wurde im August 2009 in der Kunst- und Glockengießerei Lauchhammer gegossen.

## Bedeutung
Die Ei-Form lässt an die Redewendung denken, „sich selbst ein Ei legen“. Das bedeutet umgangssprachlich, sich selbst über kurz oder lang ein Thema anzuschaffen, das für Probleme sorgen wird. Volkstümlich wird die Glocke auch Goldenes Ei genannt. „Golden“ war aus ostdeutscher Sicht der Westen.

## Sonstiges
Zu Ostern 2013 wurde die Demokratieglocke von einer Guerilla-Knitting-Gruppe als Henne eingestrickt.